# 다라마섬

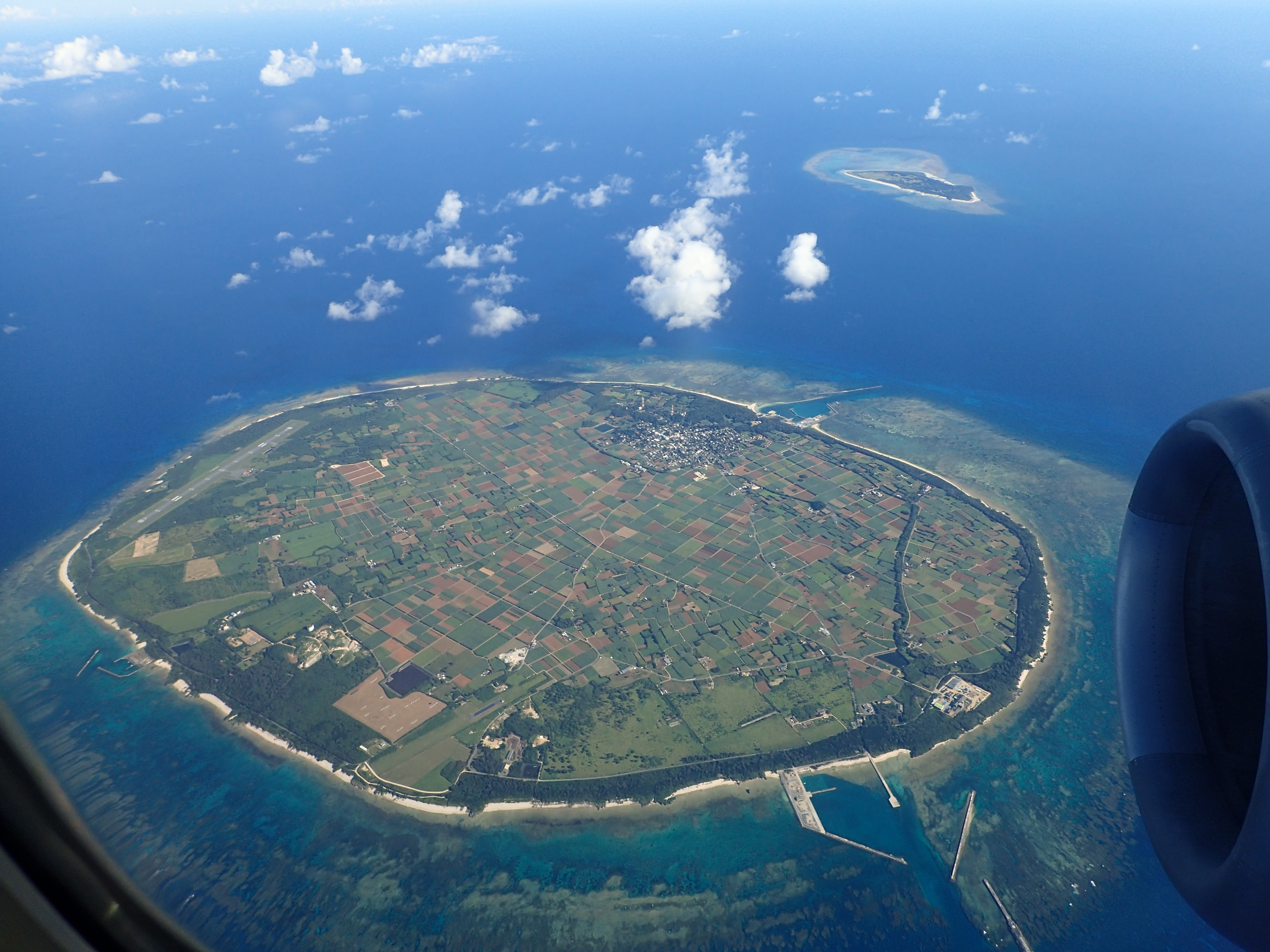

다라마섬(多良間島)은 일본 오키나와현 야에야마 제도의 섬이다. 미야코섬에서 서쪽으로 약 67km, 이시가키섬에서 북동쪽으로 약 35km 거리에 위치한다. 섬은 평탄한 타원형으로, 북쪽에는 민나섬이 있다. 이 섬에는 다라마촌이 위치한다.

## 같이 보기
- 미야코섬
- 이시가키섬
- 야에야마 제도
- 민나섬